# Jean-Baptiste Phạm Minh Mẫn
Jean-Baptiste Phạm Minh Mẫn (ur. 5 marca 1934 w Cà Mau) – wietnamski duchowny katolicki, arcybiskup Ho Chi Minh (Sajgonu) w latach 1998–2014, kardynał.

## Życiorys
Studiował w seminarium w Cần Thơ i Sajgonie; przyjął święcenia kapłańskie w Cần Thơ 25 maja 1965 i został inkardynowany do diecezji Cần Thơ. Później studiował jeszcze w USA. Wykładał w seminarium w Cần Thơ do 1968 i w latach 1971–1975; 1989–1993 był rektorem tego seminarium.
22 marca 1993 został mianowany biskupem-koadiutorem Mỹ Tho, przyjął sakrę biskupią 11 sierpnia 1993 w Cần Thơ z rąk Emmanuela Lê Phong Thuận (biskupa Cần Thơ). W marcu 1998 został promowany na stolicę arcybiskupią Ho Chi Minh. Jesienią 2001 wziął udział w X sesji zwyczajnej Światowego Synodu Biskupów w Watykanie.
21 października 2003 Jan Paweł II wyniósł go do godności kardynalskiej, nadając tytuł prezbitera S. Giustino. Początkowo władze wietnamskie złożyły protest w związku z tą nominacją; ostatecznie jednak, mimo braku wcześniejszych konsultacji między rządem Wietnamu a Watykanem, władze zaakceptowały tytuł kardynalski ks. Phạm Minh Mẫna.
Uczestnik konklawe 2005 i konklawe 2013 roku. 5 marca 2014 w związku z ukończeniem 80 lat utracił prawo do czynnego udziału w przyszłych konklawe.
22 marca 2014 papież Franciszek przyjął jego rezygnację złożoną ze względu na wiek. Kard. Phạm Minh Mẫn jest odtąd arcybiskupem emerytem Ho Chi Minh.